# Hertog Hendriklaan 4-6 (Baarn)
Villa Sparrenkopje aan de Hertog Hendriklaan 4-6 is een gemeentelijk monument in Baarn in de provincie Utrecht. Het huis staat in het Wilhelminapark dat onderdeel is van  rijksbeschermd dorpsgezicht Prins Hendrikpark e.o..

## Oorsprong
De villa is tussen 1900 en 1905 gebouwd in 1907 en 1955 is het huis verbouwd. In 1955 is de villa gesplitst waardoor de villa thans uit twee woningen bestaat. De wit bepleisterde villa was oorspronkelijk gedeeltelijk bepleiserd.